# قرار مجلس الأمن التابع للأمم المتحدة رقم 671
قرار مجلس الأمن التابع للأمم المتحدة رقم 671، الذي اعتمد بالإجماع في 27 سبتمبر 1990، بعد الإشارة إلى القرارات 598 (1987)، 619 (1988)، 631 (1989)، 642 (1989) و651 (1990)، وبعد أن نظر في تقرير من الأمين العام خافيير بيريز دي كويلار عن فريق المراقبين العسكريين التابع للأمم المتحدة في إيران والعراق، قرر المجلس:
(أ) تجديد ولاية فريق مراقبي الأمم المتحدة العسكريين لإيران والعراق لمدة شهرين آخرين حتى 30 نوفمبر 1990؛
(ب) الطلب من الأمين العام، وبعد مناقشات مع كلا الطرفين، أن يقدم تقريرًا عن مستقبل فريق المراقبين مع توصياته خلال نوفمبر.

## وصلات خارجية
- نص القرار على UNHCR.org